# Estreito de Rae

Estreito de Rae (em inglês, Rae Strait)  é um passagem marítima entre a Ilha do Rei Guilherme e a Península de Boothia no Arquipélago Ártico Canadiano, em Nunavut, Canadá.
O nome do estreito é uma homenagem a John Rae (1813 - 1893) explorador escocês do Ártico canadense.